# Beeksalamanders (Desmognathus)
Beeksalamanders (Desmognathus) zijn een geslacht van salamanders uit de familie longloze salamanders (Plethodontidae). De groep werd voor het eerst wetenschappelijk beschreven door Spencer Fullerton Baird in 1850.
Er zijn 23 soorten die voorkomen in delen van Noord-Amerika en leven in de Verenigde Staten en Canada.

## Taxonomie
Geslacht Desmognathus
- Soort Desmognathus abditus
- Soort Desmognathus aeneus – Cherokeebeeksalamander
- Soort Desmognathus apalachicolae
- Soort Desmognathus aureatus
- Soort Desmognathus auriculatus
- Soort Desmognathus brimleyorum
- Soort Desmognathus carolinensis
- Soort Desmognathus conanti
- Soort Desmognathus folkertsi
- Soort Desmognathus fuscus – Bruine beeksalamander
- Soort Desmognathus imitator
- Soort Desmognathus marmoratus
- Soort Desmognathus melanius
- Soort Desmognathus monticola – Zeehondsalamander
- Soort Desmognathus ochrophaeus – Allegheny-beeksalamander
- Soort Desmognathus ocoee
- Soort Desmognathus orestes
- Soort Desmognathus organi
- Soort Desmognathus planiceps
- Soort Desmognathus quadramaculatus – Zwartbuiksalamander
- Soort Desmognathus santeetlah
- Soort Desmognathus welteri
- Soort Desmognathus wrighti – Dwergbeeksalamander